# Henry Cowell
Henry Cowell, född 11 mars 1897 i Menlo Park, Kalifornien, död 10 december 1965 i Shady, New York, var en amerikansk tonsättare och pianist. Han tillhörde den ultramoderna inriktningen inom konstmusiken på 1920-talet och arbetade med klusterteknik och senare med aleatorik.

## Tidiga verk
Cowells far var irländare, modern Clarissa Dixon kom från Iowa och hade varit lärare. Henry Cowell började komponera i tonåren. Den dittills självlärde Cowell togs hösten 1914 in vid University of California, Berkeley under beskydd av Charles Seeger och studerade för Seeger och Edward Griffith Stricklen och för Wallace Sabin (kontrapunkt).
Efter två år vid Berkeley fortsatte Cowell med studier i New York och kom i kontakt med Leo Ornstein (1892–2002), en futuristiskt inriktad kompositör och pianist. Cowell skrev här Dynamic Motion (1916) i vilket pianisten ska hålla båda underarmarna mot klaviaturen för att uppnå klustereffekter.
Cowell återvände till Kalifornien, deltog i teosofiska sammankomster under en irländsk poet, John Varian, och skrev scenmusik åt denne, bland annat The Tides of Manaunaum som blev ett av hans mest kända verk.
De första åren av 1920-talet turnerade Cowell i Nordamerika och Europa och spelade egna experimentella verk med atonalitet, polytonalitet, polyrytmik med mera som inslag. I Berlin 1923 samarbetade han med pianisten Grete Sultan. Omkring 1923 skrev han verket Aeolian Harp i vilket pianisten sträcker sig in i instrumentet och med händerna spelar direkt på strängarna och inte använder tangenterna. Cowell kallade detta string piano. Det inspirerade John Cage till det preparerade pianot. I slutet av 1910-talet skrev Cowell polyfona kammarmusikverk.

## The Rythmicon
1919 började Cowell arbeta på en bok, New Musical Resources (den utkom 1930), som blev betydelsefull för det amerikanska avantgardet inom musiken. Cowell kontaktade Léon Theremin och bad denne att konstruera instrumentet Rhythmicon (eller Polyrythmorphone) ett keyboardinstrument som var världens första rytmmaskin som åstadkom 16 olika rytmmönster simultant och med synkopering. Cowell skrev en hel del verk för instrumentet. Theremin byggde två exemplar till, men instrumentet råkade i glömska till 1960-talet då dess principer återupptogs.

## 1930-talet
Cowell skrev verk för piano, The Banshee (1925) och Tiger (1930) med kluster. Han skrev även sånger, sammanlagt fler än 180.
Inom kammarmusiken tillkom verk med ovanliga instrumentkombinationer, Adagio for Cello and Thunder Stick (1924), Six Casual Developments (1933) för klarinett och piano. Verket Ostinato Pianissimo (1934) var för slagverk.
Cowell skrev orkesterverk, en pianokonsert (1928), en sinfonietta (1928). I början av 1930-talet använde han aleatorisk teknik, som i Mosaic Quartet (stråkkvartett nr 3, 1935), som är en samling av fem satser utan föreskriven ordningsföljd.

## Modernist och musikorganisatör
Cowell hade ett stort kontaktnät både i Nordamerika och Europa och hans krets kallades ibland "ultra-modernister". Här fanns Carl Ruggles, Leo Ornstein, Colin McPhee, fransmannen Edgard Varèse och Ruth Crawford. 1925 grundade Cowell New Music Society och 1927 tidskriften New Music. Han hade då fått löfte om bidrag från Charles Ives, som länge var en av hans närmaste vänner. I New Music publicerades bland annat Ives Fourth of July.
I Europa hade han kontakt med Arnold Schönberg och medverkade vid Schönbergs klasser i komposition. Under en Europaturné framförde Cowell egna verk i Stockholm 1932.
1928 samlade Cowell en grupp tonsättare och grundade The Pan-American Association of Composers inför en konsert 1929 med uteslutande latinamerikansk musik av Carlos Chávez, Heitor Villa-Lobos, Alejandro Carcia Cartula och Amadeo Roldán. 1930 följde en konsert med musik från USA: Cowell, Crawford, Ives, Rudhyar, Antheil, Henry Brant och Vivian Fine.
Cowell undervisade och hade bland andra George Gershwin som elev.

## Senare verk
Cowell dömdes 1936 till fängelse för sedlighetsbrott och satt fyra och ett halvt år på San Quentin State Prison. Efter frisläppandet flyttade Cowell till amerikanska östkusten. Han erhöll 1942 upprättelse från anklagelserna.
Under fängelsetiden fortsatte Cowell sitt komponerande och ledde fängelseorkestern. Denna tid tillkom Pulse och Return. Det aleatoriska verket Amerind Suite (1939) med tre satser har för varje sats fem versioner av olika svårighetsgrad. Exekutörerna har att framföra två eller tre versioner simultant på flera pianon. Fängelsetiden ändrade emellertid Cowells sinnelag, hans musik blev annorlunda och mer traditionell, som i den långa serien Hymn and Fuguing Tunes.
Cowell fortsatte att introducera musik från t.ex. Japan och Indien, han skrev Ongaku (1957) och symfonin Madras (1956-58) och Homage to Iran (1959). Han återupptog undervisandet, bland annat med Burt Bacharach och Irwin Swack som elever, och fortsatte som musikskribent.
Cowell invaldes 1951 i American Institute of Arts and Letters.

## Verk i urval
- Anger Dance (ursprungligen Mad Dance), tidigt verk
- Quartet Romantic, 1915-17, kammarmusik
- Quartet Euphometric, 1916-19, kammarmusik
- Dynamic Motion, 1916
- The Tides of Manaunaum, 1917
- Aeolian Harp, cirka 1923
- Adagio for Cello and Thunder Stick, 1924
- The Banshee, 1925
- Pianokonsert, 1928
- Sinfonietta, 1928
- Tiger, 1930
- Six Casual Developments, 1933
- Ostinato Pianissimo, 1934
- Mosaic Quartet, 1935 (stråkkvartett nr 3)
- Pulse, 1939
- Return, 1939
- Amerind Suite, 1939
- Ongaku, 1957
- Madras, 1956-58 (symfoni nr 13)
- Homage to Iran, 1959
- Thesis, 1960 (symfoni nr 15)
- 26 Simultaneous Mosaics, 1963